# Segno di Auspitz
Il segno di Auspitz (talvolta definito anche segno della rugiada sanguigna o della rosée sanglante) consiste nella comparsa sulla cute di diverse emorragie puntiformi che possono essere apprezzate dopo l'avvenuta asportazione di una placca psoriasica.

## Etimologia
Il segno prende il nome dal suo scopritore, il dermatologo austriaco ed accurato studioso della sifilide, Heinrich Auspitz (Nikolsburg 1835 - Vienna 1886).
Va comunque ricordato che molti autori non concordano con l'eponimo, in quanto ritengono che la scoperta sia stata attribuita erroneamente ad Auspitz, nonostante il fenomeno sia stato descritto da diversi studiosi prima di lui, e fra questi Hebra, Turner, Willan e Plenck.

## Esecuzione
L'esaminatore deve provvedere ad una accurata asportazione delle squame psoriasiche al di sotto delle quali si rende visibile una superficie liscia e traslucida, una pellicola umida e scollabile, estremamente fragile che prende il nome di membrana di Duncan-Bulkley. 
L'ulteriore grattamento di tale membrana e la sua asportazione porta all'evidenza della rugiada sanguigna.

## Meccanismo
La spiegazione del segno risiede nel marcato assottigliamento dello strato epidermico che ricopre la papilla dermica casusato dalla malattia psoriasica. A livello della papilla capillari appaiono particolarmente tortuosi e dilatati. Il sanguinamento puntiforme è quindi legato alla decapitazione dei capillari del derma papillare.

## Discussione
Nonostante il segno rivesta un indubbio interesse storico, purtroppo è noto da tempo che clinicamente non risulta particolarmente utile. In molti studi effettuati su pazienti affetti da psoriasi il segno non risultava evocabile. D'altro canto la comparsa di un sanguinamento di piccole dimensioni può essere prodotta anche dalla rimozione di lesioni diverse dalla psoriasi, come ad esempio dalla rimozione delle lesioni tipiche della malattia di Darier e della cheratosi attinica.

La frequente assenza del segno di Auspitz nella psoriasi indica purtroppo mancanza di sensibilità. La sua presenza in altre malattie, come quelle sopra riportate, indica invece una mancanza di specificità.